# Atthis
Atthis és un gènere de petits ocells de la subfamília dels troquilins (Trochilinae), dins la família dels troquílids (Trochilidae). que actualment es considera no vàlid.

## Taxonomia
S'han descrit dues espècies dins aquest gènere: que modernament han estat incloses al gènere Selasphorus arran estudis filogenètics recents.
- colibrí d'Elliot (Atthis ellioti) (=Selasphorus ellioti).
- colibrí d'Heloïsa (Atthis heloisa) (= Selasphorus heloisa).